# Paragus cooksoni
Paragus cooksoni är en tvåvingeart som beskrevs av Ian David Whittington 1998. Paragus cooksoni ingår i släktet stäppblomflugor, och familjen blomflugor.
Artens utbredningsområde är Zimbabwe. Inga underarter finns listade i Catalogue of Life.